# Sembijn Gonczigsumlaa
Sembijn Gonczigsumlaa (mong. Сэмбийн Гончигсумлаа; ur. 18 lutego 1915, zm. 25 lutego 1991) – mongolski kompozytor, dyrygent i muzyk, jeden z założycieli mongolskiej szkoły kompozytorów, weterynarz.

## Życiorys
Urodził się w Ichen chaszaatyn chudag, w ajmaku dzasagtchańskim (obecnie somon Öldzijt w ajmaku bajanchongorskim). W latach 1928–1930 uczęszczał do szkoły podstawowej w choszunie Bajandzürch uul. W latach 1933–1937 uczył się w technikum weterynaryjnym w Irkucku. Do 1939 roku pracował jako weterynarz w ajmaku południowogobijskim, następnie przeniósł się do Ułan Bator, gdzie w latach 1940–1943 pracował jako kompozytor w lokalnym cyrku. W 1943 roku wstąpił na studia kompozytorskie do Konserwatorium Moskiewskiego, które ukończył w 1950 roku. W tym samym roku objął stanowisko dyrektora Teatru Dramatycznego w Ułan Bator. W 1961 roku został laureatem Nagrody Leninowskiego Komsomołu. W 1964 roku został pierwszym prezesm Związku Kompozytorów Mongolskiej Republiki Ludowej. Funkcję tę pełnił do 1983 roku. W 1971 roku otrzymał tytuł Narodowego Artysty Mongolskiej Republiki Ludowej. Odznaczony Orderem Suche Batora. Zmarł w Ułan Bator.
Najważniejszymi dziełami kompozytora były: dramat muzyczny Buural bücgüj (1954; Буурал бүсгүй), opera Ünen (1957; Үнэн), balety Ganchujag (1958; Ганхуяг), Choszuu nadaam (1965; Хошуу наадам) i Sündżidmaa (1970; Сүнжидмаа). Ponadto napisał trzy symfonie, koncert na fortepian i orkiestrę, scherzo, poemat i suitę na orkiestrę, 24 preludia oraz romans i sonatinę na fortepian.